# بلوسگوئاردو
بلوسگوئاردو (به ایتالیایی: Bellosguardo) یک کومونه در ایتالیا است که در استان سالرنو واقع شده‌است.

## خصوصیات
بلوسگوئاردو ۱۶ کیلومترمربع مساحت و ۸۸۲ نفر جمعیت دارد و ۵۵۹ متر بالاتر از سطح دریا واقع شده‌است.